# تيديلي (إيموزار)
تيديلي هي إحدى مشيخات المملكة المغربية، تتبع جغرافيا لعمالة أكادير إدا وتنان وإداريًا لإيموزار. يقدر عدد سكانها بـ 426 نسمة حسب الإحصاء الرسمي للسكان والسكنى لسنة 2004.